# 三丁目の古寺に、照る日曇る日、恋の雨
『三丁目の古寺に、照る日曇る日、恋の雨』（さんちょうめのふるでらにてるひくもるひこいのあめ）は、1976年6月19日から同年7月10日まで日本テレビ系列の『グランド劇場』で放送されたテレビドラマである。全4回。

## 概要
造園家の女をめぐって、船員と住職のほのかな恋をえがく。
「長いタイトルシリーズ」第3弾。

## 出演者
- 風間一弘：加藤剛
- 京子：中野良子 - 造園業「薫風園」の娘
- 中原純信：財津一郎
- 村瀬幸子
- 風見章子
- 三島ゆり子
- 遠藤真理子
- 山田紳夫：寺尾聰
- 八木昌子
- 小池：鈴木ヤスシ

ほか

## スタッフ
- 脚本：福田陽一郎
- 演出：石橋冠
- 音楽：坂田晃一
- プロデューサー：早川恒夫

## 主題歌
「瞳を閉じて」
- 作詞：久保田広子／作編曲：坂田晃一／歌：ダ・カーポ

## 参考資料
- テレビドラマデータベース

| 日本テレビ系 グランド劇場                            | 日本テレビ系 グランド劇場              | 日本テレビ系 グランド劇場                         |
| 前番組                                               | 番組名                                 | 次番組                                            |
| ---------------------------------------------------- | -------------------------------------- | ------------------------------------------------- |
| 五丁目に咲いた恋は、 絶対に結ばれないと 人々は噂した | 三丁目の古寺に、 照る日曇る日、 恋の雨 | 八丁目のダメ親父! カンナ・トンカチ・ キリキリ舞い |